# Coelorinchus formosanus
Coelorinchus formosanus är en fiskart som beskrevs av Okamura, 1963. Coelorinchus formosanus ingår i släktet Coelorinchus och familjen skolästfiskar. Inga underarter finns listade i Catalogue of Life.